# Argis
Argis ist eine französische Gemeinde im Département Ain in der Region Auvergne-Rhône-Alpes. Sie gehört zum Kanton Ambérieu-en-Bugey im Arrondissement Belley. Die Bewohner nennen sich Argissiens.

## Geografie
Die Gemeinde Argis liegt auf 315 Metern über dem Meer an der Albarine in der Landschaft Bugey im Südjura, zwölf Kilometer östlich von Ambérieu-en-Bugey. Nachbargemeinden sind Oncieu und Évosges im Norden, Tenay im Osten, Arandas im Süden und Saint-Rambert-en-Bugey im Westen.

## Geschichte
Im Zweiten Weltkrieg gelang es einem Sabotagetrupp der Résistance am 9. Juni 1944 beim Pont du Reculafol einen Bahnkonvoi der deutschen Besatzer zur Entgleisung zu bringen, sie verfehlte jedoch ihr beabsichtigtes Ziel, einen gepanzerten Zug der Deutschen, der unbeschädigt blieb.

## Bevölkerungsentwicklung
| Jahr                       | 1962 | 1968 | 1975 | 1982 | 1990 | 1999 | 2011 | 2020 |
| Einwohner                  | 620  | 582  | 479  | 447  | 405  | 390  | 421  | 445  |
| Quellen: Cassini und INSEE |      |      |      |      |      |      |      |      |

## Sehenswürdigkeiten

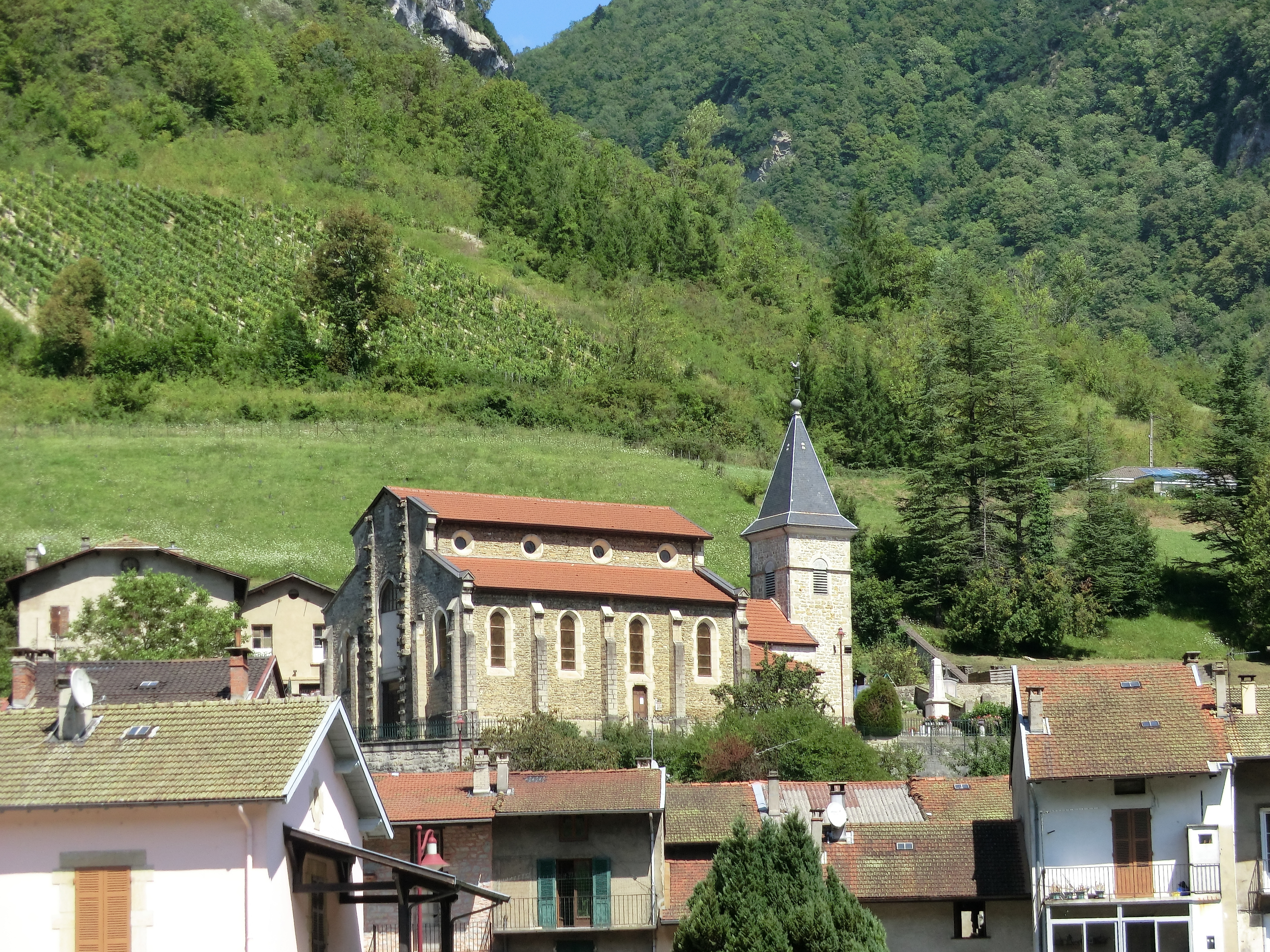
Kirche Saint-Maurice
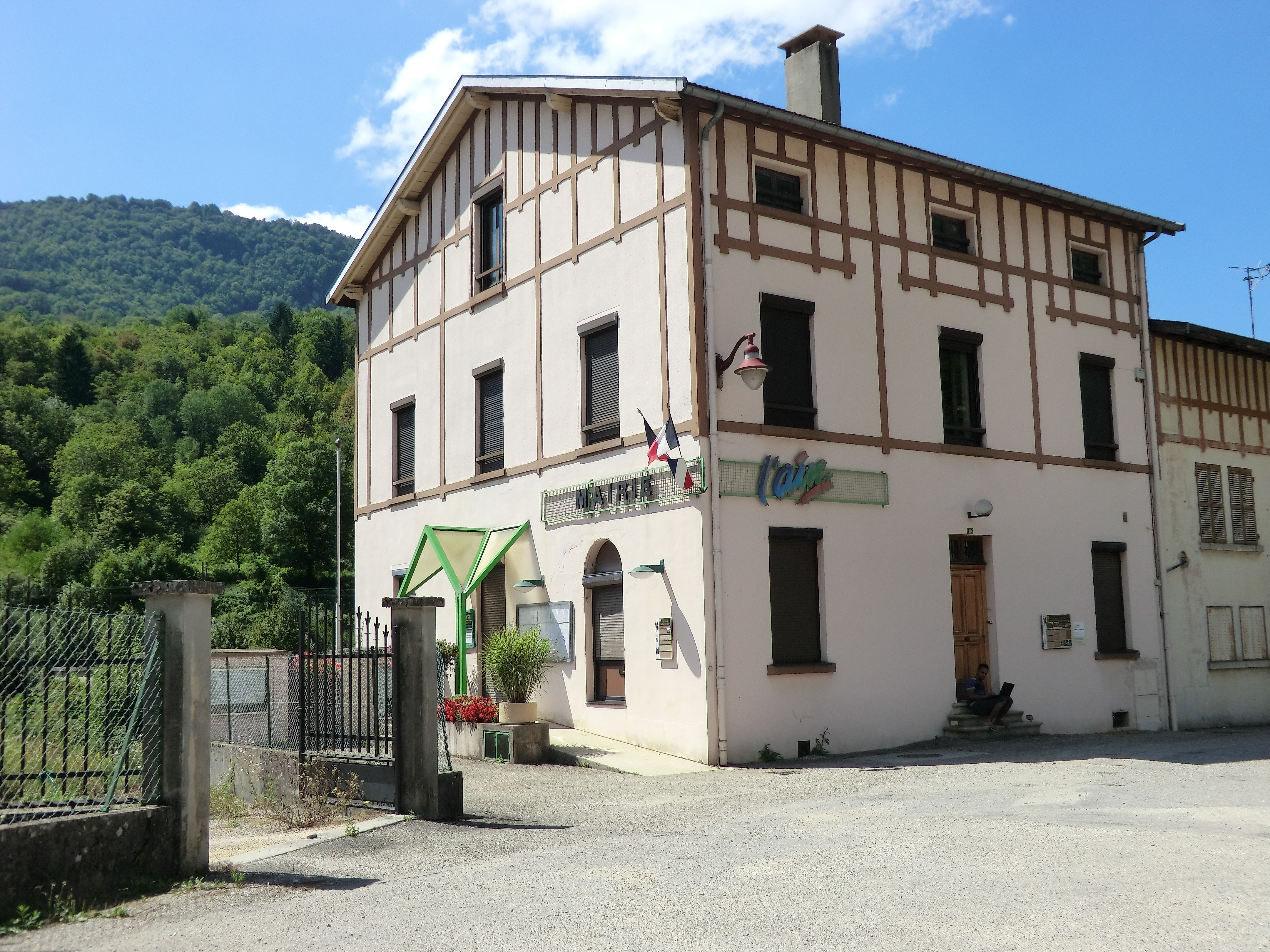
Mairie Argis
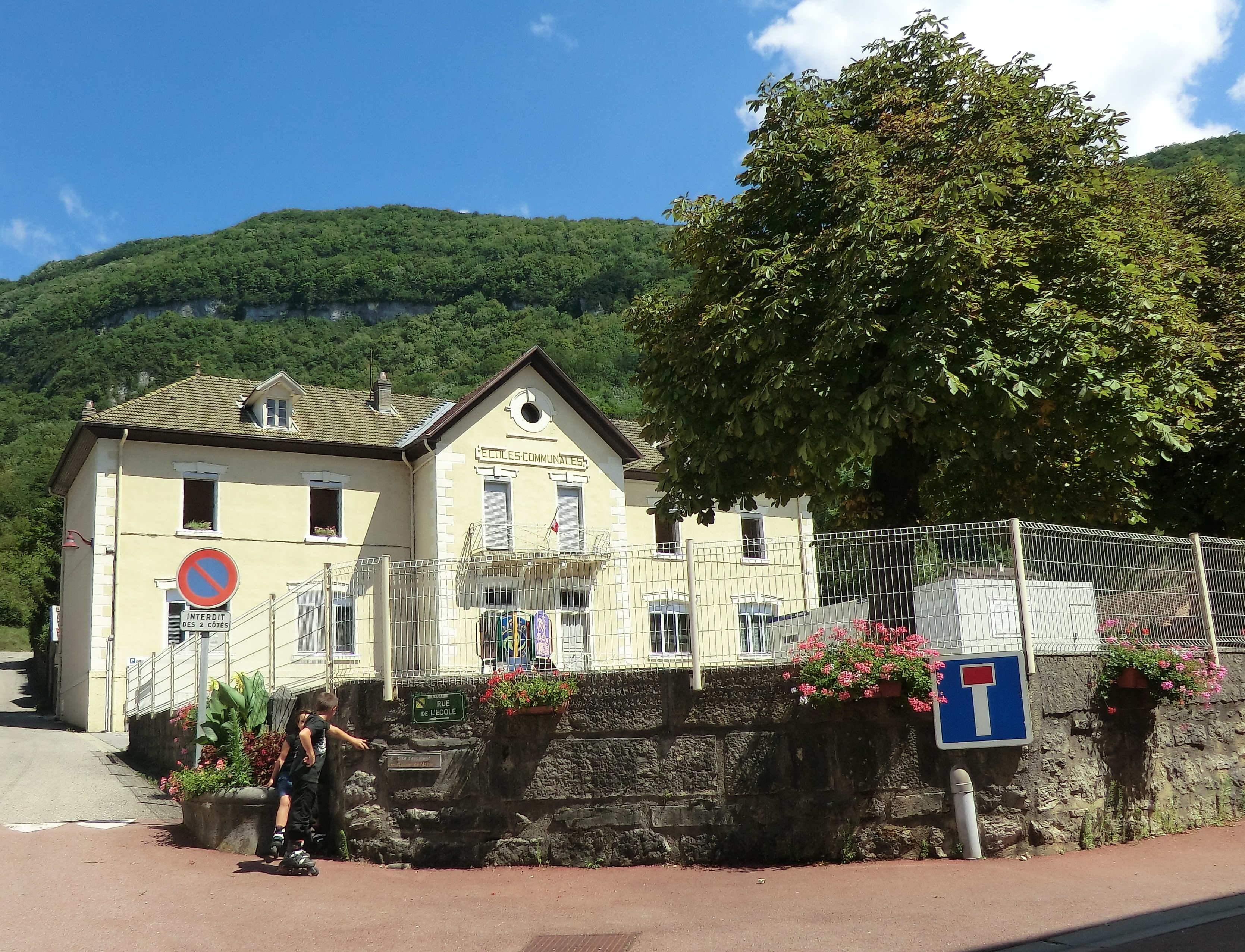
Schulhaus
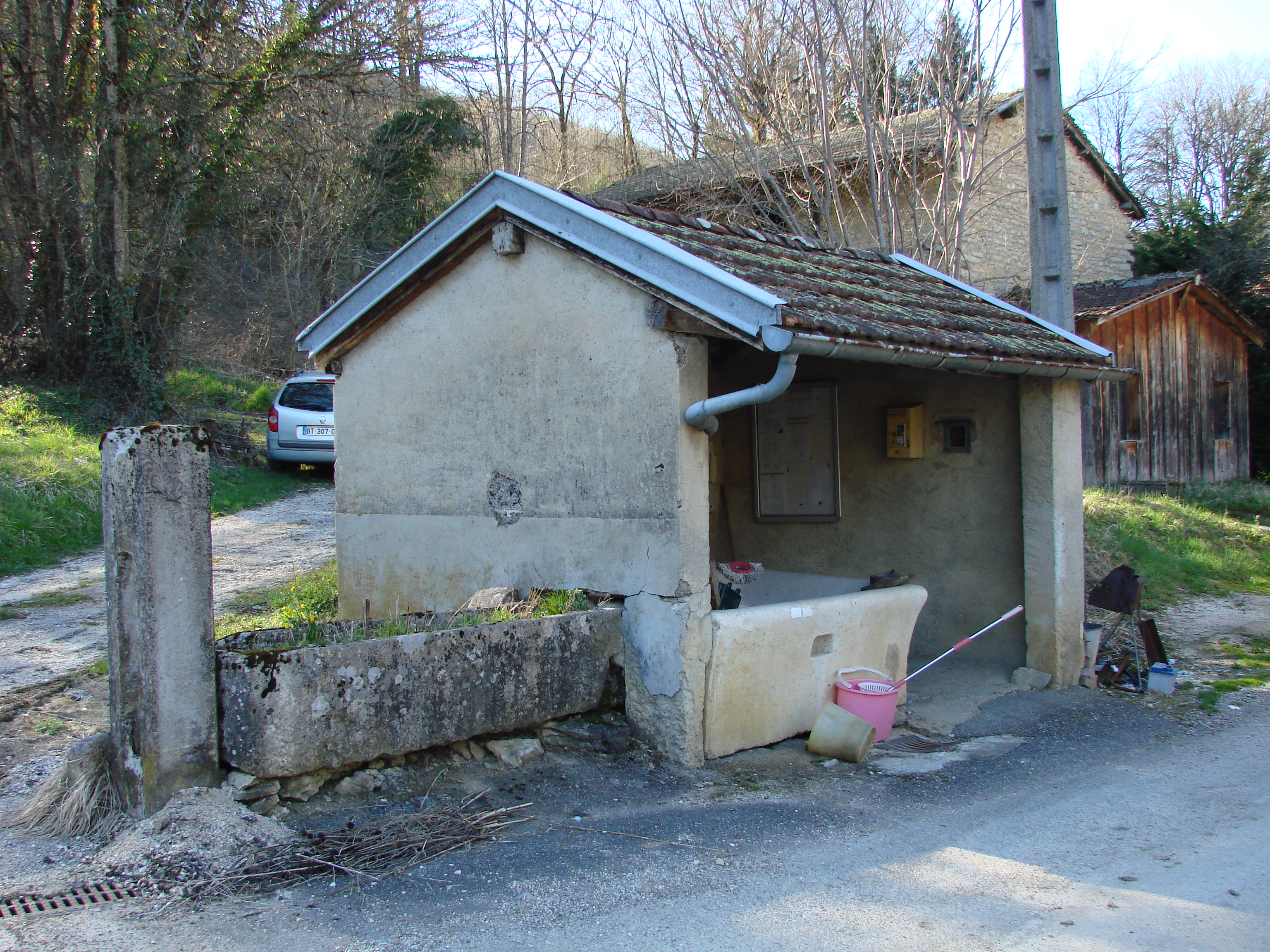
Ehemaliges öffentliches Waschhaus (Lavoir) im Ortsteil Reculafol
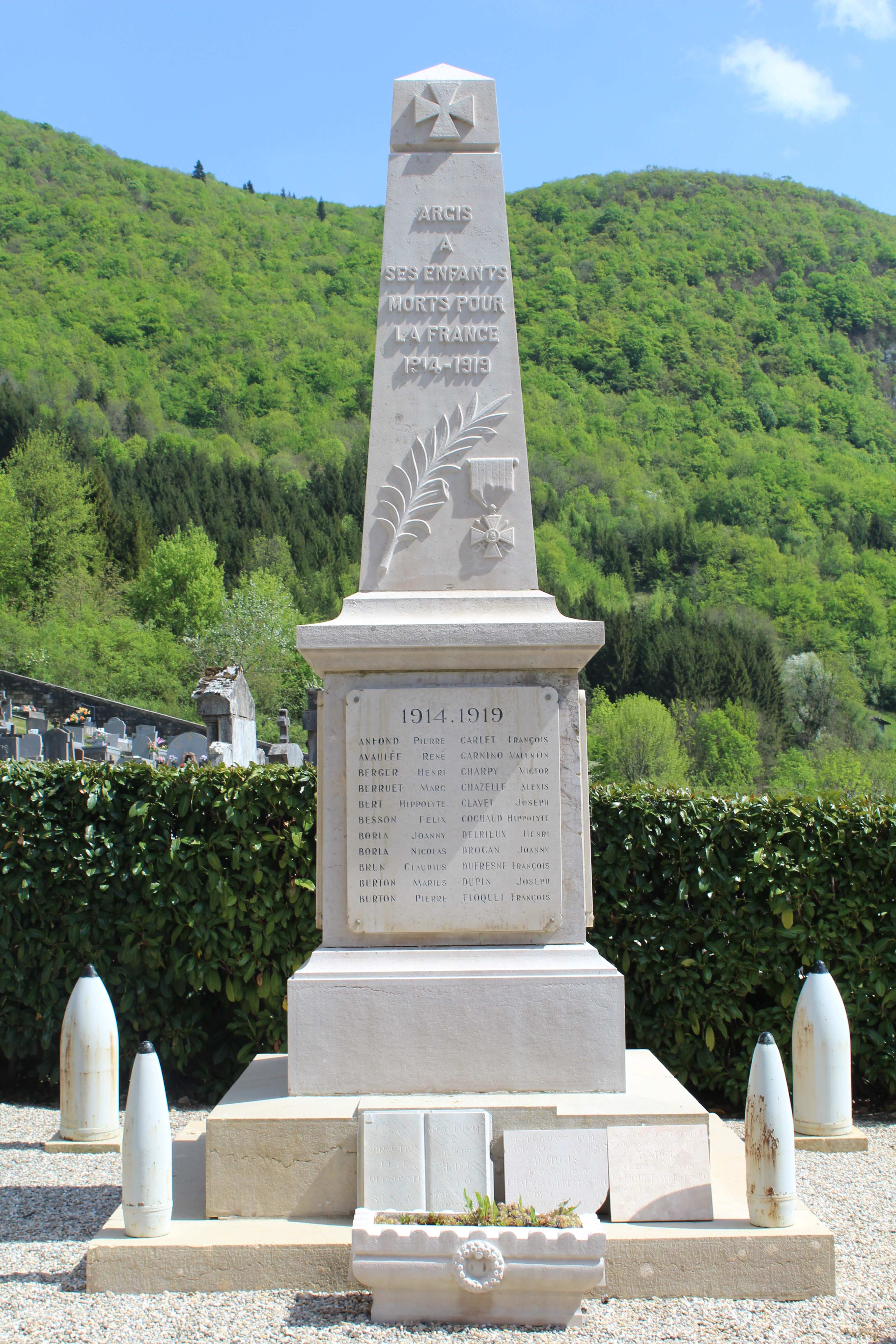
Gefallenendenkmal
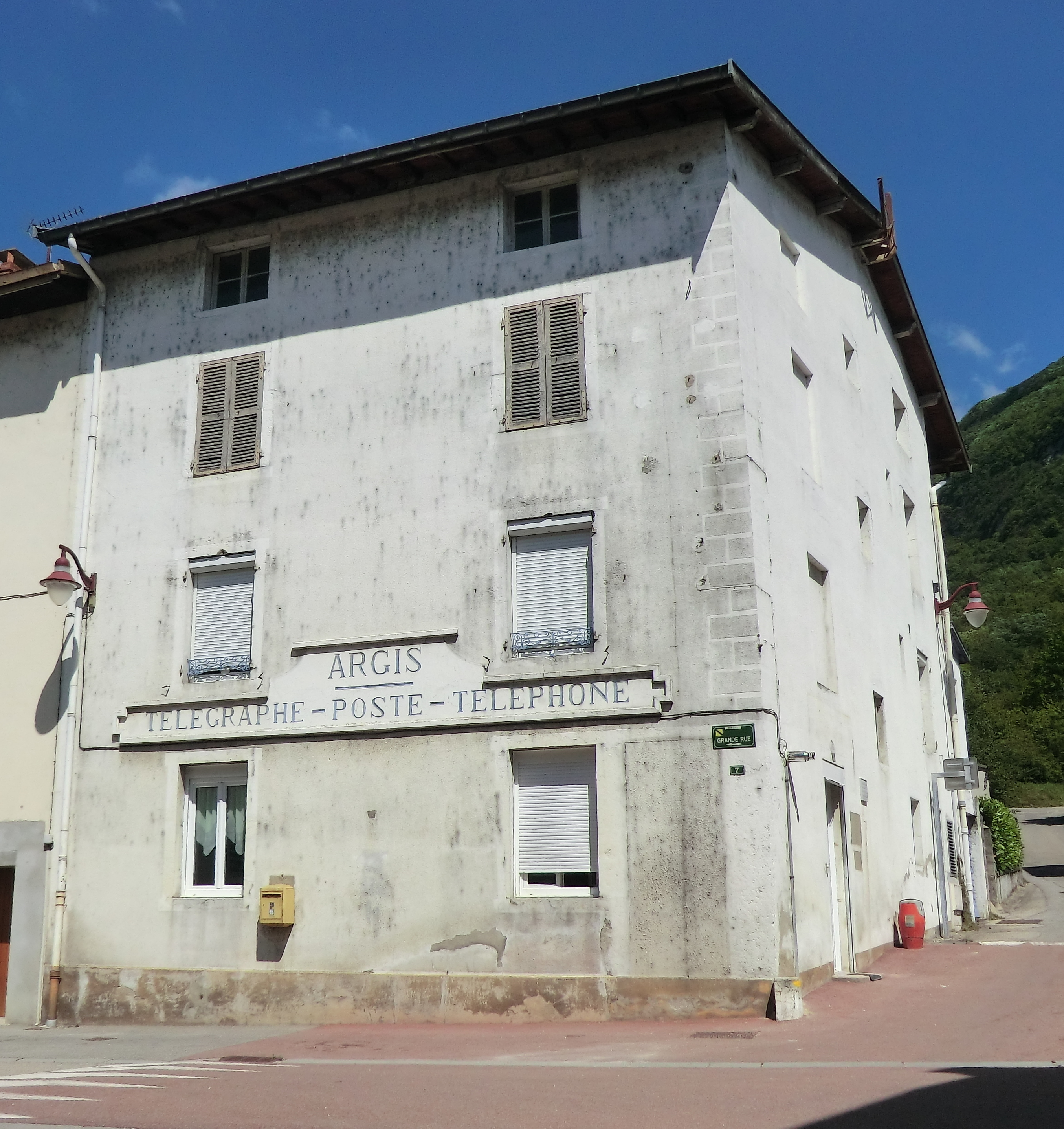
Ehemaliges Postamt

- Lavoir

- Kirche Saint-Maurice
- Mairie Argis
- Schulhaus
- Ehemaliges öffentliches Waschhaus (Lavoir) im Ortsteil Reculafol
- Gefallenendenkmal
- Ehemaliges Postamt